# Мухаммад, Элайджа
Элайджа Мухаммад (англ. Elijah Muhammad; 7 октября 1897 — 25 февраля 1975) — американский общественный и религиозный деятель. Лидер организации афроамериканцев «Нация ислама» в 1934—1975 годах.

## Биография
Элайджа Пул родился 7 октября 1897 года в Сандерсвилле, Джорджия. В 16 лет покинул дом и начал путешествовать по стране. В 1917 году женился на Кларе Эванс. В 1923 году он поселился в Детройте, где работал на автомобильном заводе. В начале 1930-х годов он познакомился с Уоллесом Фардом Мухаммадом, который основал в городе «Храм ислама». Религиозное учение, которое проповедовал Уоллес Фард Мухаммад, имело сходство с исламом, однако во многом от него отличалось. Элайджа Пул также сменил фамилию на Мухаммад.
После исчезновения в 1934 году Уоллеса Фарда Мухаммада Элайджа Мухаммад возглавил «Нацию ислама». В 1942 году Мухаммад был арестован в Вашингтоне по обвинению в призывах к мятежу и нарушении Закона об ограниченной воинской повинности (Selective Service Act). Он был приговорён к четырём годам тюремного заключения.
«Нация ислама» проповедовала идеологию «чёрного национализма», полную изоляцию от белых, достижение чёрными независимости в экономической и религиозной сферах. Учение осуждало употребление алкоголя, азартные игры, физическое насилие над чёрными женщинами и неспособность защитить семью от нападок белых.
Мухаммад выступил наставником и оказал большое влияние на развитие Малкольма Икса, который позднее вышел из «Нации ислама» из-за конфликта с Мухаммадом по поводу отношений последнего с молодыми женщинами. После убийства Малколма Икса Мухаммада обвиняли в организации покушения на него.
После смерти Мухаммада в 1975 году организация прошла через период расколов. Под руководством его сына, Варита Дина Мухаммада, в «Нации ислама» произошёл сдвиг в сторону суннизма и даже начался приём в члены организации белых. Подобный отход от «чёрного национализма» был негативно воспринят некоторыми участниками организации. Варит Дин Мухаммад переименовал организацию в «Мусульманско-американское общество» (Muslim American Society). В 1978 году Луис Фаррахан восстановил и возглавил «Нацию ислама».